# Puchar Polski w futsalu (2012/2013)
Puchar Polski w futsalu 2012/2013 – 19. edycja rozgrywek mających na celu wyłonienie zdobywcy Pucharu Polski. Obrońcą trofeum była Gatta Zduńska Wola. Turniej finałowy, tj. półfinały i finał odbył się w dniach 25 - 26 maja 2013 w Szczecinie. Puchar Polski zdobył Rekord Bielsko-Biała, który w finale pokonał Pogoń 04 Szczecin.

## 1/32 finału
| Drużyna 1                        | Wynik   | Drużyna 2                 |
| -------------------------------- | ------- | ------------------------- |
| Uniwersytet Przyrodniczy Wrocław | 5:0 wo. | Orlik Brzeg               |
| Strzelec Gorzyczki               | 5:0 wo. | Berland OSiR Komprachcice |
| Elhurt Helios II Białystok       | 5:0 wo. | Olimpijczyk Rutka-Tartak  |
| 7 grudnia 2012                   |         |                           |
| Malwee Łódź                      | 3:4     | AZS UW Warszawa           |
| 14 grudnia 2012                  |         |                           |
| Słoneczny Stok Białystok         | 1:5     | Elhurt Helios Białystok   |
| AZS UW II Warszawa               | 5:6     | Mazovia FC Warszawa       |
| 15 grudnia 2012                  |         |                           |
| Mściwoj Kartuzy                  | 5:2     | Unisław Team Unisław      |
| Futsal Nowiny                    | 2:1     | Marex Chorzów             |
| Oranje Sport Poznań              | 0:10    | Euromaster Głogów         |
| 16 grudnia 2012                  |         |                           |
| Silesia Chorzów                  | 3:2     | GAF Jasna Gliwice         |
| Vamos Gdańsk                     | 4:3     | TAF Euro-Drób Toruń       |
| 17 grudnia 2012                  |         |                           |
| Auto Wicherek Oborniki           | 6:4     | Red Dragons Pniewy        |
| 18 grudnia 2012                  |         |                           |
| Lumaro Ekotar/Elbud Tarnów       | 6:7     | Jedynka Busko Zdrój       |

## 1/16 finału
| Drużyna 1                        | Wynik | Drużyna 2            |
| -------------------------------- | ----- | -------------------- |
| 15 stycznia 2013                 |       |                      |
| Mściwoj Kartuzy                  | 4:0   | Red Devils Chojnice  |
| Underdogs Olsztyn                | 0:4   | Gatta Zduńska Wola   |
| 26 stycznia 2013                 |       |                      |
| Jedynka Busko Zdrój              | 3:7   | AZS UŚ Katowice      |
| Futsal Nowiny                    | 0:3   | Clearex Chorzów      |
| 27 stycznia 2013                 |       |                      |
| Uniwersytet Przyrodniczy Wrocław | 0:13  | Rekord Bielsko-Biała |
| Strzelec Gorzyczki               | 9:5   | Gwiazda Ruda Śląska  |
| Vamos Gdańsk                     | 1:3   | Pogoń 04 Szczecin    |
| Silesia Chorzów                  | 3:5   | Remedium Pyskowice   |
| Constract Lubawa                 | 1:6   | AZS UG Gdańsk        |
| 5 lutego 2013                    |       |                      |
| Elhurt Helios Białystok          | 1:5   | Marwit Toruń         |
| Vamos Gdańsk                     | 4:3   | TAF Euro-Drób Toruń  |
| 9 lutego 2013                    |       |                      |
| Auto Wicherek Oborniki           | 2:5   | KS Gniezno           |
| 13 lutego 2013                   |       |                      |
| Mazovia FC Warszawa              | 0:5   | AZS UW Warszawa      |

## 1/8 finału
| Drużyna 1          | Wynik | Drużyna 2            |
| ------------------ | ----- | -------------------- |
| 27 lutego 2013     |       |                      |
| Strzelec Gorzyczki | 3:6   | Rekord Bielsko-Biała |
| GKS Tychy          | 3:1   | Clearex Chorzów      |
| Mściwoj Kartuzy    | 6:1   | KS Gniezno           |
| AZS UW Warszawa    | 2:6   | Pogoń 04 Szczecin    |
| AZS UŚ Katowice    | 2:3   | Wisła Krakbet Kraków |
| AZS UG Gdańsk      | 4:7   | Marwit Toruń         |
| 5 marca 2013       |       |                      |
| Euromaster Głogów  | 2:4   | Gatta Zduńska Wola   |
| 6 marca 2013       |       |                      |
| Góral Tryńcza      | 2:5   | Remedium Pyskowice   |

## Ćwierćfinał
| Drużyna 1          | Wynik dwumeczu | Drużyna 2            | Pierwszy mecz | Drugi mecz |
| ------------------ | -------------- | -------------------- | ------------- | ---------- |
| Remedium Pyskowice | 2:10           | Wisła Krakbet Kraków | 1:2           | 1:8        |
| Marwit Toruń       | 6:9            | Rekord Bielsko-Biała | 2:1           | 4:8        |
| Mściwoj Kartuzy    | 2:7            | Pogoń 04 Szczecin    | 0:1           | 2:6        |
| Gatta Zduńska Wola | 5:3            | GKS Tychy            | 2:1           | 3:2        |

## Półfinał
| 25 maja 2013 19:00 CEST | Wisła Krakbet Kraków · Czech 36' | 1:4(0:3) | Rekord Bielsko-Biała · 4' Popławski · 6', 11' Łysoń · 40' Bubec | Szczecin |
|                         |                                  |          |                                                                 |          |

| 25 maja 2013 16:30 CEST | Pogoń 04 Szczecin · Kubik 17' · Mikołajewicz 22', 40' · Douglas 29' · Tubacki 40' | 5:4(3:4) | Gatta Zduńska Wola · 3' Krawczyk · 17', 32' Szymczak · 20' Gepert | Szczecin |
|                         |                                                                                   |          |                                                                   |          |

## Finał
| 26 maja 2013 18:00 CEST | Pogoń 04 Szczecin · Ricardinho 12' · Douglas 16' · Kubik 28' | 3:4 pd.(2:3) | Rekord Bielsko-Biała · 5', 20' Popławski · 11' Łysoń · 47' Polášek | Szczecin |
|                         |                                                              |              |                                                                    |          |

| Pogoń '04 Szczecin |    |                            |
|                    |    |                            |
| BR                 | 1  | Nicolae Neagu              |
|                    | 7  | Łukasz Tubacki             |
|                    | 8  | Maciej Krzyżanowicz        |
|                    | 10 | Marcin Mikołajewicz        |
|                    | 13 | Łukasz Żebrowski           |
|                    | 14 | Douglas Dos Santos Nicolau |
|                    | 15 | Maciej Wołoszyn            |
|                    | 18 | Ricardo Gomes Junior       |
|                    | 20 | Artur Jurczak              |
|                    | 23 | Michał Kubik               |
| BR                 | 33 | Dominik Kubrak             |
|                    | 46 | Daniel Maćkiewicz          |
| BR                 | 90 | Łukasz Koszmider           |
|                    | 92 | Paweł Bogucki              |
| Trener:            |    |                            |
| Gerard Juszczak    |    |                            |

| Rekord Bielsko-Biała |    |                   |
|                      |    |                   |
|                      | 4  | Tomasz Dura       |
|                      | 6  | Paweł Machura     |
|                      | 7  | Piotr Szymura     |
|                      | 8  | Piotr Bubec       |
|                      | 9  | Artur Popławski   |
|                      | 11 | Wojciech Łysoń    |
| BR                   | 12 | Aleksander Waszka |
|                      | 13 | Radek Polasek     |
|                      | 14 | Łukasz Mentel     |
|                      | 20 | Jan Janovsky      |
|                      | 21 | Michał Marek      |
|                      | 27 | Jakub Sojka       |
| BR                   | 32 | Krystian Brzenk   |
|                      | 77 | Andrzej Szłapa    |
| Trener:              |    |                   |
| Andrea Bucciol       |    |                   |

| Zdobywca Pucharu Polski 2012/2013 |
| --------------------------------- |
| Rekord Bielsko-Biała 1. tytuł     |